# 바이탈 (프로게이머)
바이탈(본명: 하인성, 2002년 9월 16일 ~ )은 대한민국의 리그 오브 레전드 프로게이머이다. 아이디는 vital이고, 포지션은 AD 캐리이다. 현재 농심 레드포스에서 활동하고 있다.

## 선수 생활
2019년 12월, 아마추어팀인 HSP에서 활동하며 커리어를 시작했다.
2020시즌을 앞두고 호주의 다이어 울브즈에 입단했다. 2020 오세아니아 프로 리그 스플릿 1에서 팀의 준우승에 기여했다.
2021년 3월, 농심 레드포스의 아카데미에 입단했다. 2021년 5월, 농심 레드포스 2군팀으로 콜업되었다.
2022시즌도 농심 레드포스 2군팀에서 활동하게 되었다. 2022 LCK 챌린저스 리그 스프링에 참가하여 4라운드 최우수 선수로 선정, 팀의 준우승에 기여했다.
2022 서머시즌을 앞두고 센고쿠 게이밍으로 이적했다. 2022 리그 오브 레전드 재팬 리그 서머에서 팀의 준우승에 기여했다. 이후 팀에서 퇴단했다.
2023시즌을 앞두고 농심 레드포스가 센고쿠 게이밍 이적 당시 존재했던 바이백 조항을 발동시키며 농심 레드포스 복귀했으며 동시에 1군팀으로 콜업되면서 2023시즌에는 농심의 주전 선수로 활동하게 되었다.

## 소속팀
| # | 팀명          | 소속 기간               | 소속 리그 | 비고 |
| - | ------------- | ----------------------- | --------- | ---- |
| 1 | HSP           | 2019.12.14 ~ 2019.12.15 | 아마추어  |      |
| 2 | 다이어 울브즈 | 2019.12.20 ~ 2020.11.16 | OPL       |      |
| 3 | 농심 레드포스 | 2021.05.12 ~ 2022.05.19 | LCK       |      |
| 4 | 센고쿠 게이밍 | 2022.05.19 ~ 2022.11.22 | LJL       |      |
| 5 | 농심 레드포스 | 2022.11.22 ~            | LCK       |      |

## 수상 내역
- 오세아니아 프로 리그 스플릿 1 준우승
- 2022 LCK 챌린저스 리그 스프링 준우승
- 2022 리그 오브 레전드 재팬 리그 서머 준우승
- 2023 LCK 챌린저스 리그 서머 우승 및 FINAL MVP
- 2023 ECEA 우승